# Riccardo Forconi
Riccardo Forconi (Empoli, 13 giugno 1970) è un dirigente sportivo ed ex ciclista su strada italiano.
Professionista dal 1992 al 2002, ottenne un solo successo da professionista nel 1999, aggiudicandosi la seconda tappa del Giro del Trentino con arrivo a Passo Mendola.

## Carriera
Forconi accompagnò come gregario Marco Pantani nella doppia vittoria al Giro d'Italia e Tour de France 1998. Al Giro d'Italia 1998 fu escluso nella penultima tappa per valore di ematocrito superiore al 50%. Quando Pantani, l'anno successivo, fu sospeso alla penultima tappa per la stessa infrazione, si ritirò dalla corsa rosa insieme agli altri componenti della Mercatone Uno. Fu poi trovato positivo all'EPO nel Giro d'Italia 2001.
Fra i suoi risultati vi fu il secondo posto al Giro della Provincia di Reggio Calabria nel 1995 e al Trophée des Grimpeurs nel 1996, il quinto posto al Tour de Suisse sempre nel 1996, il terzo posto al Giro di Toscana nel 1998, e il secondo posto ai Campionati italiani a cronometro nel 1999. Ottenne qualche piazzamento anche in tappe dei tre Grandi Giri, senza però mai raggiungere in nessuno di essi la vittoria di tappa.
Dopo il ritiro ha lavorato insieme a Simone Borgheresi nello staff tecnico della formazione dilettantistica toscana Seano/Hopplà/Simaf Carrier (2008-2012) e della squadra Continental Ceramica Flaminia/Nankang (2013-2015).

## Palmarès
- 1990 (dilettanti)

Gran Premio Sportivi Persignanesi
- 1999

2ª tappa Giro del Trentino

## Piazzamenti

### Grandi Giri
- Giro d'Italia

1996: 130º
1994: 77º
1995: 110º
1996: 94º
1997: 21º
1998: ritirato
1999: non partito per la 21ª tappa
2000: 27º
2001: ritirato
- Tour de France

1998: 46º
1999: 87º
2000: 70º
- Vuelta a España

1994: 85º

### Classiche monumento
- Milano-Sanremo

1994: 112º
1995: 95º
1996: 158º
1998: 50º
1999: 76º
2000: 165º
2001: 152º
- Liegi-Bastogne-Liegi

1999: 29º